# Relations entre le Brésil et la Grèce
Les relations entre le Brésil et la Grèce sont les relations diplomatiques entre la république fédérative du Brésil et la République hellénique.
La Grèce a une ambassade à Brasilia, un consulat général à São Paulo et sept consulats honoraires à Curitiba, Manaus, Rio de Janeiro, Salvador, Santos et Vitória. Le Brésil a une ambassade à Athènes.